# Neo (álbum de HA Dúo)
Neo es el primer álbum del dúo uruguayo HA Dúo, formado por Albana Barrocas y Hugo Fattoruso. Fue editado en Uruguay por Montevideo Music Group en 2013 y en Argentina por Pelo Music en 2014.

## Historia
El disco tiene quince canciones. Algunas son composiciones propias y otras versiones de clásicos de la música uruguaya, compuestas por Eduardo Mateo, Ruben Rada, Urbano Moraes, Fernando Cabrera, Jaime Roos y Jorginho Gularte.
El 8 de abril de 2014 el álbum fue presentado en la Sala Zitarrosa. El mismo año ganó el Premio Grafitti al mejor álbum de música popular y canción urbana.
Neo fue reeditado en 2019 como parte de la caja de siete discos Hugo Fattoruso Collection, publicada por Montevideo Music Group para celebrar el Grammy Latino a la Excelencia Musical que Fattoruso recibió en noviembre de ese año.

## Lista de canciones
| N.º | Título               | Escritor(es)              | Duración |  |
| 1.  | «La caricia»         | H. Fattoruso              |          |  |
| 2.  | «Destinos cruzados»  | H. Fattoruso              |          |  |
| 3.  | «Loco de amor»       | Ruben Rada                |          |  |
| 4.  | «De nosotros dos»    | Eduardo Mateo             |          |  |
| 5.  | «Ay amor»            | H. Fattoruso, A. Barrocas |          |  |
| 6.  | «La casa de al lado» | Fernando Cabrera          |          |  |
| 7.  | «7 en Re»            | H. Fattoruso, A. Barrocas |          |  |
| 8.  | «Cabo verde»         | H. Fattoruso              |          |  |
| 9.  | «Candombe en Re»     | H. Fattoruso, A. Barrocas |          |  |
| 10. | «Tambor, tambora»    | Jorginho Gularte          |          |  |
| 11. | «Mohamed»            | H. Fattoruso, A. Barrocas |          |  |
| 12. | «Una vez más»        | Jaime Roos                |          |  |
| 13. | «Yo volveré por ti»  | Urbano Moraes             |          |  |
| 14. | «Paso y cadencia»    | H. Fattoruso, A. Barrocas |          |  |
| 15. | «A-Wd»               | A. Barrocas               |          |  |

## Ficha técnica
- Albana Barrocas: batería, percusión, coros.
- Hugo Fattoruso: voces, teclados, piano.
- Yahiro Tomohiro: percusión en «7 en Re».
- Rey Tambor (Diego Paredes, Ferna Nuñez, Noé Nuñez): tambores en «Candombe en Re».
- Gabriela Gómez: coros en «Tambor, tambora».
- Producción musical, artística, fotos: Ha Dúo.
- Grabado, mezclado y masterizado en Sondor, Montevideo, Uruguay, por Gustavo de León, entre junio y agosto de 2013.